# 이병래
이병래(李炳來, 1962년 11월 13일 ~ )는 대한민국 (전)인천광역시의회 의원으로 2022년 6월 1일 지방선거에서 남동구청장 선거에 도전하였으나 박종효후보에게 2.01% 차이로 밀려 낙선하였으며, 제22대 총선에 더불어민주당 남동구을 예비후보로 출마하였으나 이훈기 예비후보에게 밀려 본선에 진출하지 못했다.
현재는 더불어민주당 인천광역시당 홍보소통위원회 위원장으로 활동하고 있다.

## 학력
- 구로남국민학교 졸업
- 당산중학교 졸업
- 1978~1981 서울기계공업고등학교 졸업
- 1982~1986 서울대학교 농과대학 농업학 학사

## 이력
- 1986~1988 육군 중위 전역_대한민국 ROTC 24기
- 1986~1991 대우중공업(주) 부품국산화 개발 담당
- 1991~2006 학원 운영
- 2011~2015 인천학원연합회 제12,13대 회장
- 2006~2022  ㈜윈스쿨 대표이사
- 2016~2018 남동관모산악회 초대 회장
- 2018~2020 인천광역시의회 기획행정위원회 위원장
- 2019년 인천지역 소비행태개선연구회 대표
- 2020~2021 지역경제선순환연구회 대표
- 2022.10 ~ 더불어민주당 인천광역시당 홍보소통위원회 위원장
- 2023.05~2023.12 더불어민주당 인천 남동구 을 지역위원회 위원장 직무대행

- 2021~2024 남동관모산악회 3대 회장
- 전) 더불어민주당 남동구을 국회의원 예비후보
- 전) 더불어민주당 남동구청장 후보
- 전) 인천광역시의회 기획행정위원회 위원장
- 전) 인천광역시의회 문화복지위원회 위원
- 전) 인천광역시의회 예산결산특별위원회 위원
- 전) 인천광역시의회 기후위기대응특별위원회 위원
- 전) 인천광역시의회 공항경제권특별위원회 위원
- 전) 인천광역시의회 결산검사 위원
- 전) 인천광역시 인천e음 운영위원회 공동위원장
- 전) 인천광역시 동물복지위원회 위원
- 전) 인천광역시 데이터기반행정위원회 위원
- 전) 인천광역시 혁신협의회 위원
- 전) 인천광역시 청소년활동진흥센터 운영위원
- 전) 더불어민주당 중앙당 정책위원회 부의장
- 전) 더불어민주당 중앙당 전국직능대표자회의 부의장
- 전) 더불어민주당 중앙당 중소기업특별위원회 부위원장
- 전) 더불어민주당 중앙당 주거복지특별위원회 부위원장
- 전) 더불어민주당 인천광역시당 평생교육특별위원회 위원장
- 전) 더불어민주당 인천광역시당 예산결산위원회 위원장
- 전) 제19대 대통령 선거 더불어민주당 문재인 대통령 후보 중앙선대위 정책본부 정책자문단 자문위원
- 전) 제20대 대통령 선거 더불어민주당 이재명 대통령 후보 인천선대위 조직본부 수석부본부장
- 전) 제8회 전국동시지방선거 인천광역시 남동구청장 더불어민주당 후보
- 전) 제22대 국회의원 선거 인천 남동구 을 더불어민주당 국회의원 경선후보
- 현) 서울대학교총동창회 종신이사
- 전) 서울대학교 ROTC 동문회 이사
- 전) 만수초등학교 운영위원회 위원
- 전) 새말초등학교 운영위원회 위원
- 전) 만수북중학교 운영위원회 위원
- 전) 대우중공업(주) 부품국산화 개발담당
- 전) 인천광역시학원연합회 제12, 13대 회장
- 전) 남동EMI학원 원장

## 역대 선거 결과
|  | 63.54% |

|  | 48.95% |

## 수상실적 및 감사패
| 2009년 | 교육과학기술부장관표창                    |
| 2015년 | 인천지방경찰청장 감사장                   |
| 2016년 | 제35회 인천교육대상 수상                  |
| 2017년 | 더불어민주당 대표 1급포상                 |
| 2019년 | 인천YMCA 선정 우수 의정활동상             |
| 2020년 | 자랑스런 지체장애인상 봉사대상            |
| 2020년 | 더불어민주당 대표 1급포상                 |
| 2021년 | 인천시 공무원노조 선정 베스트 시의원      |
| 2021년 | 대한민국 시도의장협의회 우수 의정대상     |
| 2021년 | 인천YMCA 선정 우수활동 시의원상           |
| 2021년 | 대한적십자사 인천혈액원장 감사패          |
| 2021년 | 만수지역 초등학교 운영위ㆍ학부모회 감사패 |
| 2021년 | 인천광역시농아인협회 감사패               |
| 2021년 | 인천광역시사회복지협의회 감사패           |
| 2021년 | 인천광역시지체장애인협회 감사패           |
| 2021년 | 인천교통공사 노동조합 감사패              |